# Nya skolan
Nya skolan er i Sverige betegnelsen for den romantiske skole, som kæmpede mod akademisternes smag.
Den første begyndelse viste sig 1803 i et lille studenterselskab fra Uppsala V. V. ("Vitterhetens Vänner"), som dog opløstes, for i 1807 i "Musis amici" og "Auroraförbundet" at opstå til mere bevidst modstand mod ældre og nyere smagsretninger. Oprindeligt var Hammarskiöld den førende; men til kampfæller havde han Atterbom, Palmblad og andre. Det blev planlagt i Stockholm at udgive tidsskriftet Lyceum, men da den gamle skole satiriserede over dets prospekt, udsendtes det muntre og satiriske Polyfem samtidig med, at to hæfter af Lyceum udkom (1810 og 1811). Fra Uppsala hjalp man til med tidsskriftet Phosphoros, som indeholdt kritik, oversættelser og digte; dette tidsskrift, som blev anledningen til benævnelsen "fosforister" for retningens uklare og hyperidealistiske repræsentanter, ophørte dog snart at udkomme; men de tre tidsskrifter afløstes af Poetisk Kalender (1812—22) og Svensk Litteraturtidning (1813—24), hvis indhold gennemgående er klarere. Da disse foretagender sluttede, var striden forbi, og en mere besindig romantik var kommet til orde hos Tegnér som, vred over Hammarskiölds anmeldelse af hans Nore (1814), satiriserede i »Hammarspik« og senere, navnlig i Jubeltal (1817) og Epilog (1820), tog til orde mod Nya skolans`forvildelser. 1820—21 samlede man alle kræfter til det parodiske epos Marskalls sömnlösa nätter, rettet særlig mod Per Adam Wallmark, Akademiets ivrige forsvarer. I 1830'erne blomstrede nyromantikken; men den frihedsrus, der betog hele Europa, reagerede mod Nya skolan, og liberalismens bedømmelse af skolen har indtil de sidste årtiers upartiskhed præget litteraturhistorien. Nya skolan’s livssyn er opstået under indflydelse af tysk Sturm und Drang-digtning, og hvad alle skolens repræsentanter (Agardh, Askelöf, Atterbom, Hammarskiöld, Hedborn, Elgström, Ingelgren, Livijn og flere) savnede, var klarhed og stringens, men desuagtet tør skolens betydning dog ikke underkendes; den bragte liv og ungdom, i stedet for manér. Og selv for mange forfattere, som ikke har tilhørt den, har den energiske litterære friskare haft stor betydning.